# Hypostomus tapanahoniensis
Hypostomus tapanahoniensis är en fiskart som beskrevs av Boeseman, 1969. Hypostomus tapanahoniensis ingår i släktet Hypostomus och familjen Loricariidae. Inga underarter finns listade i Catalogue of Life.